# Over Jerstal
Over Jerstal ist ein Ort mit 1124 Einwohnern (1. Januar 2023) in der süddänischen Haderslev Kommune. Over Jerstal befindet sich (Luftlinie) etwa 5,5 km südlich von Vojens, 13 km südwestlich von Haderslev und 18,5 km nordnordwestlich von Aabenraa im Vedsted Sogn. Der militärisch und zivil genutzte Flugplatz Skrydstrup (Vojens Lufthavn) liegt nur etwa 3 km nordwestlich von Over Jerstal.

## Sehenswürdigkeiten
Der Over-Jerstal-Kreis verdankt einem Grabplatz in der Nähe von Over Jerstal seinen Namen. Der Grabplatz besteht aus einer Grabkammer und zwei Ganggräbern, welche sich nördlich des Ortes befinden.

## Bilder

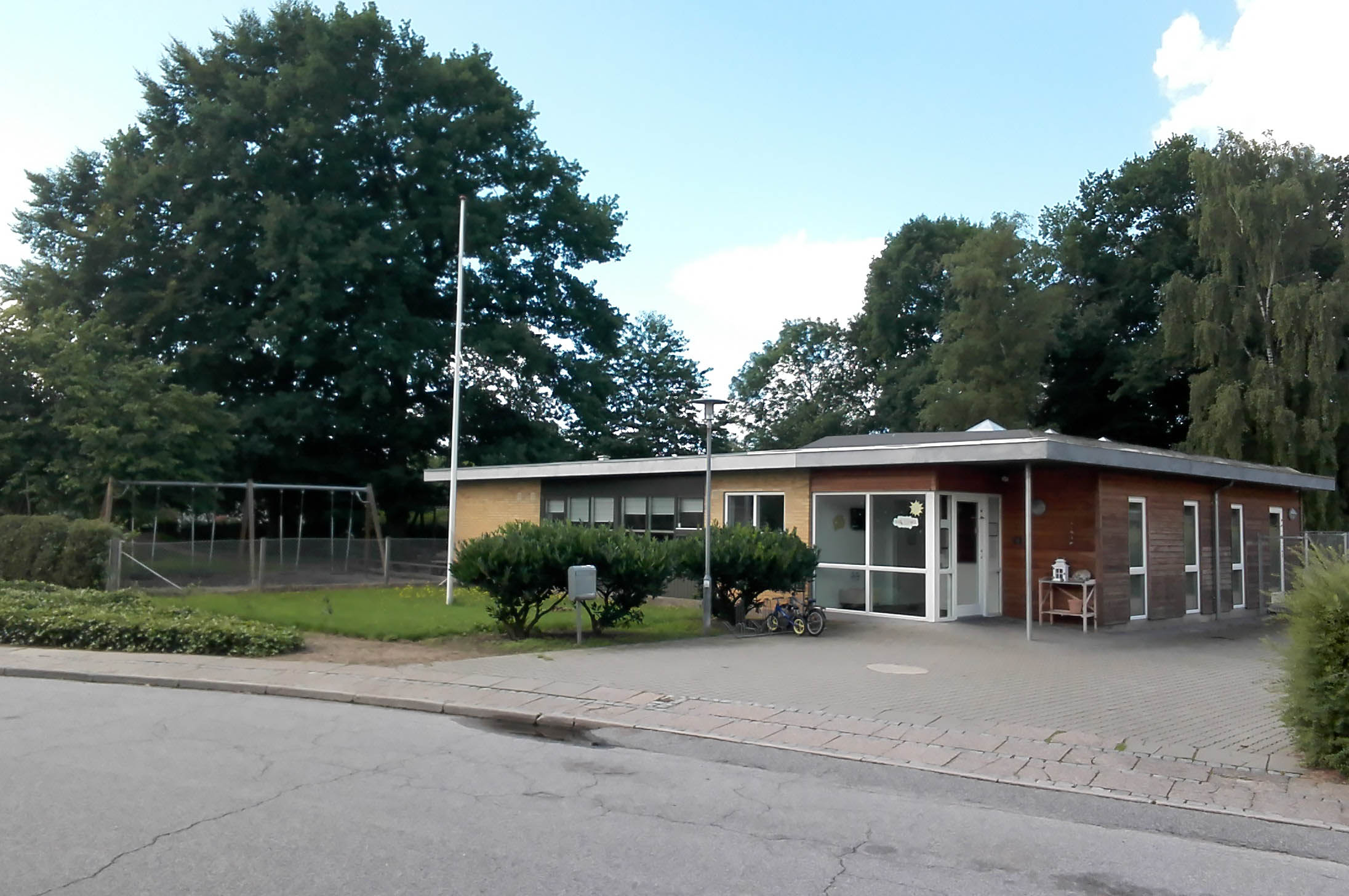
Kindergarten
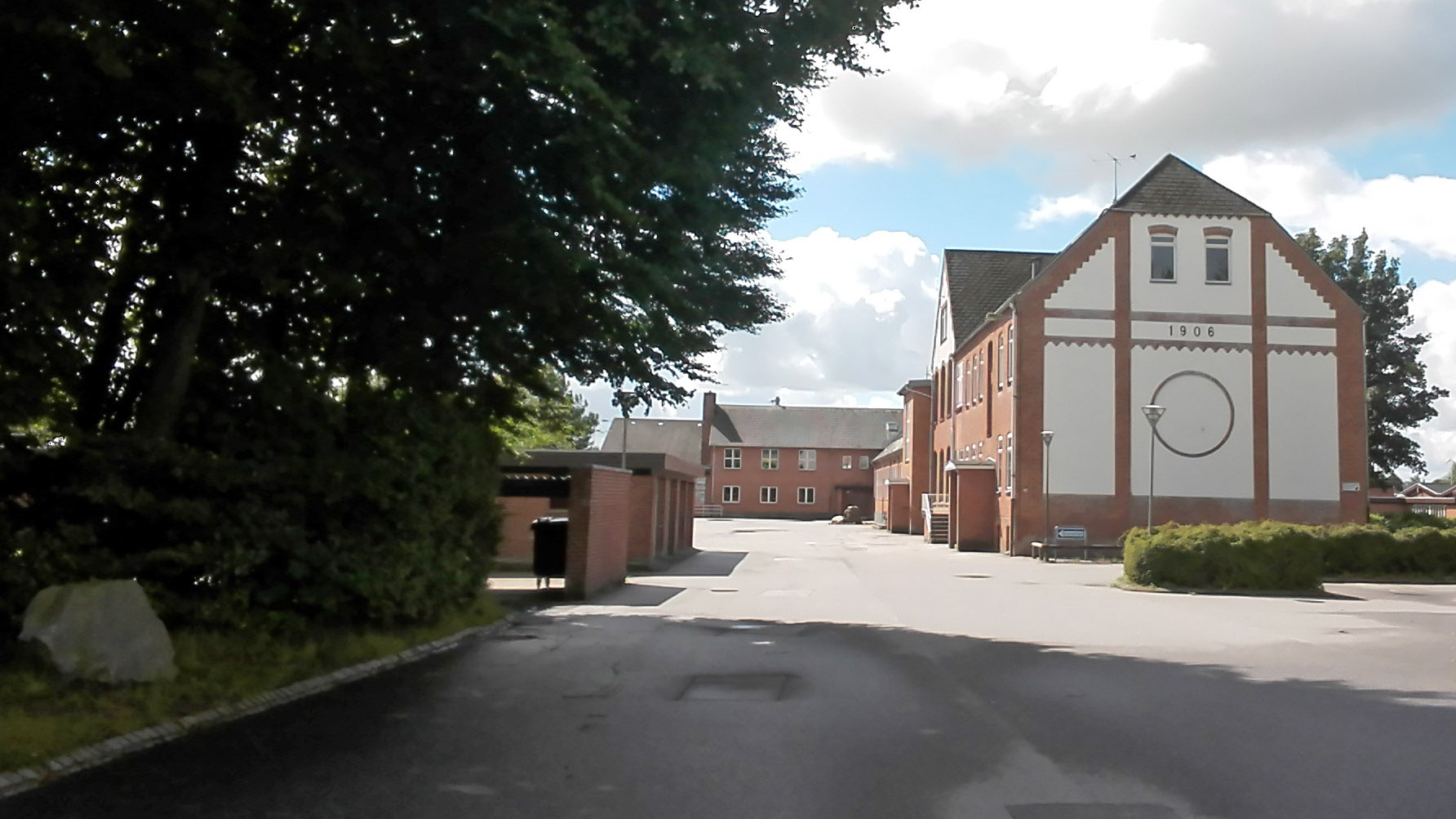
Over Jerstal Skole
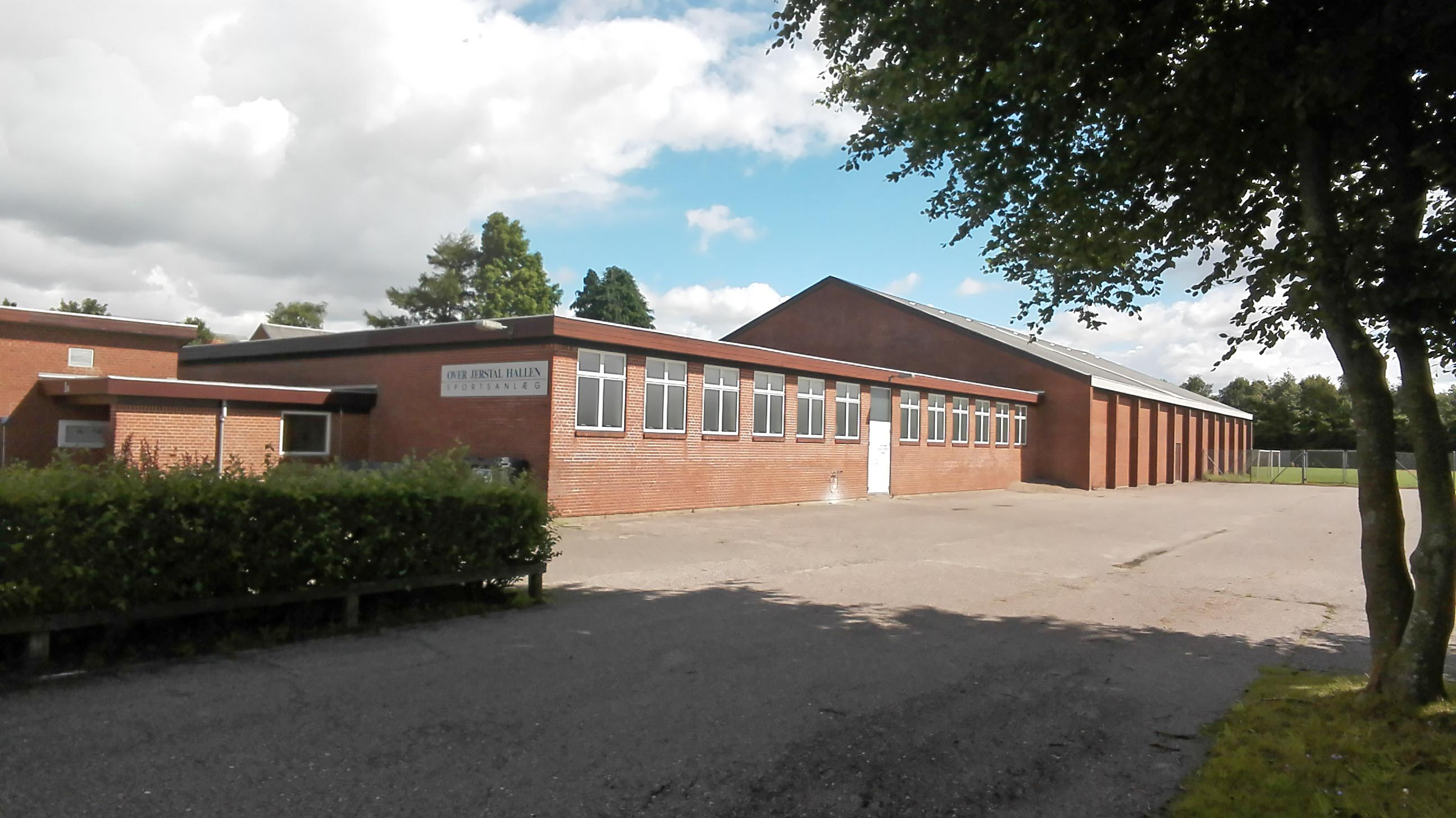
Die Sportanlage Over Jerstal Hallen
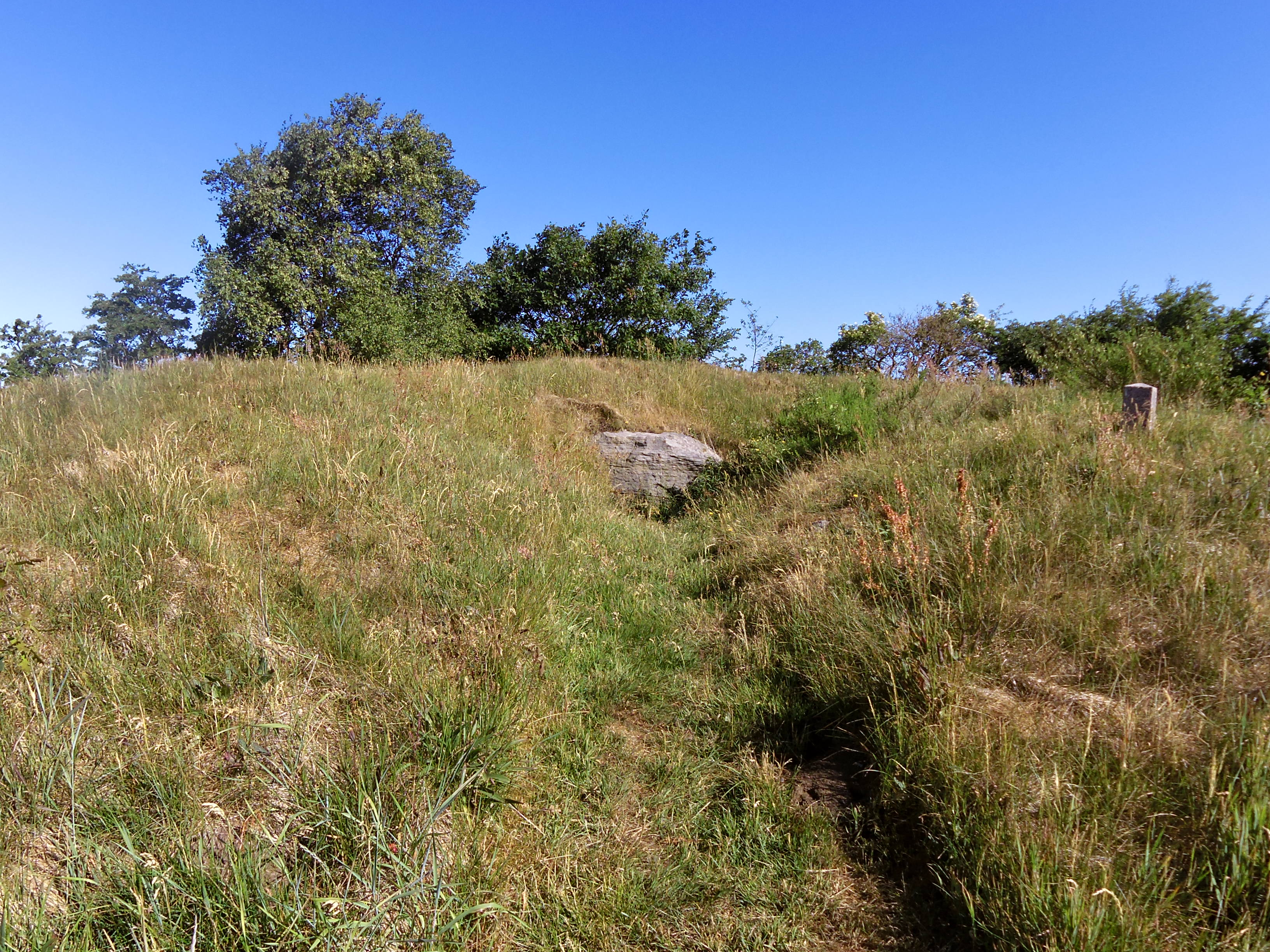
Ein Grabhügel